# Liste nationaler Eishockeymeister 2010
Diese Liste enthält die Landesmeister im Herren-Eishockey der Saison 2009/10 bzw. 2010. Aufgeführt sind nationale Meister der Länder, die Vollmitglied im IIHF sind oder in der IIHF-Weltrangliste geführt werden. Ersatzweise wird der Gewinner der höchsten Profiliga aufgeführt, wenn ein nationaler Meister nicht explizit ermittelt wird (z. B. NHL-Gewinner in Nordamerika oder ALIH-Sieger in Ostasien).

## Deutschland, Österreich und Schweiz
| Wettbewerb                | Meister bzw. Titelträger | Vizemeister        | Absteiger |
| Deutsche Eishockey Liga   | Hannover Scorpions       | Augsburger Panther |           |
| Erste Bank Eishockey Liga | EC Red Bull Salzburg     | EHC Linz           |           |
| National League A         | SC Bern                  | HC Servette Genève |           |

## Europa
| Land/Meisterschaft      | Liganame                         | Meister                    | Finalgegner                  |
| Belarus                 | Extraliga                        | HK Junost Minsk*           | HK Schachzjor Salihorsk      |
| Belgien                 | Eredivisie                       | IHC Leuven                 | HYC Herentals                |
| Bosnien und Herzegowina | Bosansko Hercegovačka Hokej Liga | HK Stari Grad              | HK Bosna                     |
| Bulgarien               | A-Gruppe                         | HK Slawia Sofia*           | HK ZSKA Sofia                |
| Dänemark                | AL-Bank Ligaen                   | SønderjyskE Ishockey*      | AaB Ishockey                 |
| Estland                 | Meistriliiga                     | Kohtla-Järve Viru Sputnik  | Narava PSK                   |
| Finnland                | SM-liiga                         | TPS Turku                  | HPK                          |
| Frankreich              | Ligue Magnus                     | Rouen Hockey Élite 76      | Ducs d’Angers                |
| Griechenland            | Griechische Eishockeyliga        | Iptamenoi Pagodromoi       |                              |
| Großbritannien          | Elite Ice Hockey League          | Belfast Giants             | Cardiff Devils               |
| Irland                  | Irish Ice Hockey League          | Charlestown Chiefs         | Dundalk Bulls                |
| Island                  | Islandsmot Meistaraflokks        | Skautafélag Akureyrar      | Ísknattleiksfélagio Björninn |
| Italien                 | Serie A1                         | Asiago Hockey              | Ritten Sport                 |
| Kasachstan              | Kasachische Meisterschaft        | HK Saryarka Karaganda      | HK Beibarys Atyrau           |
| Kroatien                | Kroatische Meisterschaft         | KHL Medveščak Zagreb       | KHL Mladost Zagreb           |
| Lettland                | Latvijas Hokeja Līga             | Dinamo-Juniors Riga        | HK Liepājas Metalurgs        |
| Litauen                 | Litauische Eishockeyliga         | Sporto Centras Elektrenai  |                              |
| Luxemburg               | Luxemburgische Eishockeyliga     |                            |                              |
| Niederlande             | Eredivisie                       | Nijmegen Devils            | Tilburg Trappers             |
| Norwegen                | GET-ligaen                       | Stavanger Oilers           | Valerenga IF                 |
| Polen                   | Ekstraklasa                      | Podhale Nowy Targ          | KS Cracovia                  |
| Rumänien                | 1. Liga                          | SC Miercurea Ciuc          | Steaua Bukarest              |
| Russland                | Kontinentale Hockey-Liga         | Ak Bars Kasan              | HK MWD Balaschicha           |
| Schweden                | Elitserien                       | HV71                       | Djurgårdens IF               |
| Serbien                 | Serbische Eishockeyliga          | HK Partizan Belgrad        | HK Spartak Subotica          |
| Slowakei                | Extraliga                        | HC Košice*                 | HC Slovan Bratislava         |
| Slowenien               | Prva Liga                        | HK Jesenice*               | HDD Olimpija Ljubljana       |
| Spanien                 | Superliga                        | CH Jaca                    | CG Puigcerdà                 |
| Tschechien              | Extraliga                        | HC Eaton Pardubice         | HC Vítkovice Steel           |
| Ukraine                 | Wyschtscha Liha                  | HK Sokol Kiew*             | HK Berkut                    |
| Ungarn                  | Ungarische Eishockeyliga         | Alba Volán Székesfehérvár* | Dunaújvárosi Acélbikák       |

## Außereuropäische Ligen
| Land/Meisterschaft | Liganame                                | Meister                         | Finalgegner                    |
| Asien (JP, CN, KR) | ALIH                                    | Anyang Halla                    | Nippon Paper Cranes            |
| Australien         | AIHL1                                   | Melbourne Ice                   | Adelaide Adrenaline            |
| Israel             | Israelische Eishockeyliga               | HC Ma’alot                      | HC Bat Yam                     |
| Kanada             | Ontario Hockey League                   | Windsor Spitfires               | Barrie Colts                   |
| Kanada             | Western Hockey League                   | Calgary Hitmen                  | Tri-City Americans             |
| Kanada             | Ligue de hockey junior majeur du Québec | Moncton Wildcats                | Saint John Sea Dogs            |
| Kanada             | Memorial Cup                            | Windsor Spitfires               | Brandon Wheat Kings            |
| Kanada             | Allan Cup                               | Fort St. John Flyers            | Bentley Generals               |
| Nordamerika        | National Hockey League                  | Chicago Blackhawks              | Philadelphia Flyers            |
| Nordamerika        | American Hockey League                  | Hershey Bears                   | Texas Stars                    |
| Nordamerika        | ECHL                                    | Cincinnati Cyclones             | Idaho Steelheads               |
| Neuseeland         | NZIHL1                                  | Botany Swarm                    | West Auckland Admirals         |
| Südafrika          | Interprovincial Tournament1             | Gauteng Miners                  |                                |
| Türkei             | Superliga                               | Ankara Üniversitesi Spor Kulübü | Başkent Yıldızları Spor Kulübü |
| Vereinigte Staaten | NCAA                                    | Boston College Eagles           | Wisconsin Badgers              |
| Vereinigte Staaten | Southern Professional Hockey League     | Huntsville Havoc                | Mississippi Surge              |

* bezeichnet den jeweiligen Titelverteidiger aus der Vorsaison.

1 Liga wurde im Kalenderjahr 2010 ausgetragen